# Лайма (Огайо)
Лайма (англ. Lima) — город и административный центр округа Аллен в штате Огайо США.

## Описание
Административный центр округа Аллен с 1831 года. Находится в северо-западном Огайо. Город расположен на реке Оттава, примерно в 90 милях (145 км) к северо-западу от Колумбуса. Он был заложен в 1831 году, и его название (от Лима, Перу), как говорят, было выбрано из нескольких вариантов, которые были взяты из шляпы. Нефть была обнаружена неподалеку в 1885 году, и к началу XX века Лайма была центром нефтяных месторождений (которые сейчас, по большей части, истощены); город, однако, остаётся важным трубопроводным и нефтеперерабатывающим центром. Промышленное производство Лаймы в настоящее время весьма диверсифицировано и включает производство деталей и двигателей для грузовиков и автомобилей, металлических приспособлений и покрытий, а также химикатов. Город также является региональным центром розничной торговли, и его две больницы, среди крупнейших работодателей округа Аллен, обслуживают пациентов из многих близлежащих округов.
Кампус Университета штата Огайо в Лайме, к востоку от города, также является местом расположения Государственного колледжа Джеймса А. Родса (1966 г.; до 2002 года известный как Технический колледж Лаймы). В Лайме также находится Университет Северо-Западного Огайо (основан в 1920 году как Северо-Западная школа коммерции). Музей округа Аллен, открытый в Лайме в 1908 году, прослеживает историю округа, уделяя особое внимание роли региона в нефтяной и локомотивной промышленности. Ближайшие исторические достопримечательности включают бывшую резервацию Хог-Крик, занятую индейцами шауни с 1817 по начало 1830-х годов, и Форт Аманда, склад снабжения во время войны 1812 года, который увековечен памятником, а сейчас является местом расположения кладбища, относящегося к войне. Множество местных жилых, коммерческих и правительственных зданий занесены в Национальный реестр исторических мест США.
В Лайме есть несколько организаций исполнительских искусств, включая профессиональный симфонический оркестр. Скверфэр (август) — ежегодная городская ярмарка искусств; также проводится ежегодный фестиваль блюза (март). Среди известных людей, родившихся или выросших в Лайме, — комик Филлис Диллер, телеведущий Хью Даунс, лауреат Нобелевской премии физик Уильям А. Фаулер, джазовый саксофонист Джо Хендерсон, певица биг-бэнда Хелен О'Коннелл и карикатурист Аль Фру. Таун с 1842 года, сити с 1922 года. Население в  2000 году — 40 081 жителей, в 2010 году — 38 771 жителей.

## Население
| 2010   | 2020    |
| ------ | ------- |
| 38 771 | ↘35 579 |